# 亀井よし子
亀井 よし子（かめい よしこ、1941年 - ）は、日本の英米文学翻訳家。
東京都出身。富山大学英文科卒業。商社の社内翻訳、実務翻訳をへて文芸翻訳家となる。『ブリジット・ジョーンズの日記』の訳者として知られる。夫はジャーナリストの亀井淳、長男は刑法学者の亀井源太郎。

## 翻訳
- 『いとしのジェニー』（ジャネット・デイリー、ハーレクイン・アメリカン・ロマンス） 1981
- 『カインの影』（ヴィンセント・ビューグリオシー,ケン・ハーウィッツ、創林社） 1983
- 『読み聞かせ この素晴らしい世界』（ジム・トレリース、高文研） 1987
- 『インカントリー』（ボビー・アン・メイソン、ブロンズ新社） 1988
- 『鉄道大陸を行く』（クリストファー・ポートウェイ、冬樹社） 1988
- 『燃える家』（アン・ビーティ、ブロンズ新社） 1989、のちヴィレッジブックス
- 『ボビー・アン・メイソン短篇集』（ボビー・アン・メイソン、彩流社、現代アメリカ文学叢書） 1989
- 『世界一周徒歩旅行』（スティーヴン・ニューマン、久保俊文共訳、心交社、世界紀行冒険選書） 1990
- 『子どもたちが地球を救う50の方法』（アース・ワークスグループ編著、芹澤恵共訳、松岡達英絵、ブロンズ新社） 1990
- 『ラヴ・ライフ』（ボビー・アン・メイソン、草思社） 1991
- 『子どものためのエコロジー・ワークブック』（リンダ・シュワルツ、芹澤恵共訳、杉田比呂美絵、ブロンズ新社） 1991
- 『目に見えない傷痕 お父さん、戦争のとき何をしたの?』（ザビーネ・ライヒェル、晶文社、双書・20世紀紀行） 1991
- 『海の向こう側』（メアリー・ゴードン、早川書房） 1992
- 『知られざる辺境へ 世界の自然と人々』（ナショナル・ジオグラフィック協会編、岩波書店、地球発見ブックス） 1992
- 『オフィスでできる地球を救う50の方法』（アース・ワークスグループ編著、芹沢恵共訳、ブロンズ新社） 1992
- 『もし、赤ちゃんが日記を書いたら』（ダニエル・スターン、草思社） 1992
- 『リスキー・タイムス エイズは若者を見逃してはくれない』（ジーン・ブレイク、ブロンズ新社） 1992
- 『安全ネットを突き抜けて』（チャールズ・バクスター、田口俊樹共訳、早川書房） 1992
- 『貯水池に風が吹く日』（アン・ビーティ、草思社） 1993
- 『みんなができるきれいな町づくり 地球にやさしい本』（ドナ・ベイリー、仲村明子共訳、同朋舎出版） 1994
- 『みんなができるきれいな空気、静かな町づくり 地球にやさしい本』（ドナ・ベイリー、萩田悦子共訳、同朋舎出版） 1994
- 『どうしているの? かみのゴミ』（ベロニカ・ボナー文、トニー・ケニヨン絵、仲村明子共訳、同朋舎出版） 1994
- 『どうしているの? ガラスのゴミ』（ベロニカ・ボナー文、トニー・ケニヨン絵、増田雅子共訳、同朋舎出版） 1994
- 『どうしているの? プラスチックのゴミ』（ベロニカ・ボナー文、トニー・ケニヨン絵、増田雅子共訳、同朋舎出版） 1994
- 『アメリカの40代 希望は実現されたか』（ローレン・ケスラー、晶文社） 1994
- 『ウィルの肖像』（アン・ビーティ、草思社） 1994
- 『心のとびら』（タビサ・キング、福武書店） 1994
- 『みんなができるリサイクル 地球にやさしい本』（ドナ・ベイリー、小牧園子共訳、同朋舎出版） 1994
- 『みんなができる上手な水の使い方 地球にやさしい本』（ドナ・ベイリー、増田雅子共訳、同朋舎出版） 1994
- 『ジルテッド』（ジル・ホフマン、幻冬舎） 1995
- 『アトミック・ハーベスト プルトニウム汚染の脅威を追及する』（マイケル・ダントーニオ、小学館） 1995
- 『ふたりの老女』（ヴェルマ・ウォーリス、草思社） 1995
- 『リバー・スートラ』（ギータ・メータ、講談社） 1995、のちランダムハウス講談社文庫
- 『小さな芸術家のための工作ブック』（ローリー・カールソン、芹沢恵共訳、ブロンズ新社、わくわく体験シリーズ） 1995
- 『五十が怖い』（エリカ・ジョング、小学館） 1996
- 『ろくでなしボーン』（ドロシー・アリスン、早川書房） 1997
- 『エイズで死んだ父へ』（スーザン・バーグマン、晶文社） 1997
- 『波間に踊るクジラを追って』（マーク・カーワディン、草思社） 1997
- 『失われた楽園を求めて』（マルセル・メーリンク、ソニー・マガジンズ） 1997
- 『少女ミーシャの旅 ホロコーストを逃れて3000マイル』（ミーシャ・デフォンスカ、早川書房） 1997
- 『ブラックメール 他人に心をあやつられない方法』（スーザン・フォワード、日本放送出版協会） 1998
- 『小さな地球人のためのエコロジーブック』（リンダ・シュワルツ、芹澤恵共訳、杉田比呂美絵、ブロンズ新社、わくわく体験シリーズ） 1998
- 『ブリジット・ジョーンズの日記』（ヘレン・フィールディング、ソニー・マガジンズ） 1998
『ブリジット・ジョーンズの日記 きれそうなわたしの12か月』（ヘレン・フィールディング、ソニー・マガジンズ） 2000
- 『ほんとうのわたし』（ディニシア・スミス、ソニー・マガジンズ） 1998
- 『私のお尻って大きく見える? ジャクリーン・ペインの日記』（アラベラ・ウイアー、主婦と生活社） 1998
- 『白夜の森』（マリアンネ・フレデリクセン、講談社） 1999
- 『人類、月に立つ』（アンドルー・チェイキン、日本放送出版協会） 1999
- 『掟を破った鳥娘の話』（ヴェルマ・ウオーリス、草思社） 2000
- 『八十歳、わが日々を生きる』（フロリダ・スコット=マクスウェル、草思社） 2000
- 『六十歳を過ぎて、人生には意味があると思うようになった』（キャロリン・G・ハイルブラン、メディアファクトリー） 2000
- 『いそがしいお母さんへの29の手紙』（カトリーナ・ケニソン、講談社） 2000
- 『16歳のセアラが挑んだ世界最強の暗号』（セアラ・フラナリー,デイヴィッド・フラナリー、日本放送出版協会） 2001
- 『早すぎる夜の訪れ 自殺の研究』（ケイ・ジャミソン、新潮社） 2001、のち改題『生きるための自殺学』（新潮文庫）
- 『天使だけが聞いている12の物語』（ヘレン・フィールディングほか著、ニック・ホーンビィ編共訳、ソニー・マガジンズ） 2001
- 「ふたりのアーサー」（ケビン・クロスリー=ホランド、ソニー・マガジンズ） 2002、のち「少年騎士アーサーの冒険」（角川文庫）
1 『予言の石』
2 『運命の十字』
3 『王の誕生』 2005
- 『乳首のイエス様』（ニック・ホーンビィ編著、アーヴィン・ウェルシュほか著、土屋晃,松本剛史,近藤隆文共訳、ソニー・マガジンズ、ヴィレッジブックス） 2002
- 『魔女の血をひく娘』（セリア・リーズ、理論社） 2002 - 2003
- 『我が父サリンジャー』（マーガレット・A・サリンジャー、新潮社） 2003
- 『ケイト・レディは負け犬じゃない』（アリソン・ピアソン、ソニー・マガジンズ） 2004
- 『子どものためのルールブック あたりまえだけど、とても大切なこと』（ロン・クラーク、草思社） 2004
- 『みんなのためのルールブック あたりまえだけど、とても大切なこと』（ロン・クラーク、草思社） 2004
- 『熱帯産の蝶に関する二、三の覚え書き』（ジョン・マリー、ソニー・マガジンズ） 2005
- 『レディ・パイレーツ』（セリア・リーズ、理論社） 2005
- 『うちの子、どうして同じ服ばかり着たがるの? ママたちの50の疑問に答えます』（ジェイナ・マーフィ、草思社） 2006
- 『シャドウマンサー』（G・P・テイラー、新潮社 2006
- 『ワークブック いじめを乗りこえる』（ディコン・パウナル=グレイ、ブロンズ新社） 2007
- 『リップスティック・ジャングル』（キャンディス・ブシュネル、ハヤカワ文庫） 2008
- 『子どもたちができるかんたんエコ101』（ジャッキー・ワインズ、芹澤恵共訳、江田ななえ絵、ブロンズ新社） 2009
- 『いつもふたりで』（ジュディス・カー、ブロンズ新社） 2011
- 『口笛の聞こえる季節』（アイヴァン・ドイグ、ヴィレッジブックス） 2011
- 『空のおくりもの 雲をつむぐ少年のお話』（マイケル・キャッチプール文、アリソン・ジェイ絵、ブロンズ新社） 2012
- 『カジュアル・ベイカンシー 突然の空席』（J・K・ローリング講談社 2012 のち文庫2014
- 『となりの脅迫者 家族・恋人・友人・上司の言いなりをやめる方法』（スーザン・フォワード、パンローリング、フェニックスシリーズ） 2012
- 『ハロルド・フライの思いもよらない巡礼の旅』（レイチェル・ジョイス、講談社） 2013